# Waitress
Waitress es una película de 2007 escrita y dirigida por Adrienne Shelly, que también aparece en un papel de reparto. Se estrenó en el Festival de Cine de Sundance de 2007, y tuvo lanzamiento limitado en Estados Unidos el 2 de mayo de 2007.

## Sinopsis
Jenna es una camarera infeliz embarazada por su esposo controlador. Ella trabaja en una cafetería, y a su vez disfruta preparando, y creando sus propias tartas. Durante su embarazo conoce a un doctor recién llegado de su ciudad y entra en una relación poco probable como un último intento de felicidad.

## Elenco
- Keri Russell como Jenna Hunterson.
- Nathan Fillion como Dr. Jim Pomatter, médico de Jenna con quien mantiene un romance.
- Cheryl Hines como Becky, mejor amiga de Jenna. Tiene un amorío con Cal.
- Adrienne Shelly como Dawn, mejor amiga de Jenna y Becky. Se casa con Ogie.
- Jeremy Sisto como Earl Hunterson, el controlador marido de Jenna.
- Andy Griffith como Joe, dueño de la cafetería donde trabaja Jenna. Es un viejo gruñón que en el fondo la aprecia mucho.
- Eddie Jemison como Ogie. Algo raro, se casa con Dawn.
- Lew Temple como  Cal, el engreído jefe de Jenna.
- Darby Stanchfield como Francine Pomatter, esposa de Jim.

## Obra musical
Waitress fue adaptada como una obra musical. Tuvo un estreno inicial en Cambridge, Massachussets en agosto de 2015 y fue estrenada en Broadway en abril de 2016, con dirección de Diane Paulus y protagonizada originalmente por Jessie Mueller en el papel de Jenna. La producción finalizó el 5 de enero de 2020 luego de 1544 funciones.